# Písčina u Byšiček
Písčina u Byšiček este o arie protejată (arie specială de conservare — SAC, sit de importanță comunitară — SCI) din Republica Cehă întinsă pe o suprafață de 0,52 ha, integral pe uscat.

## Localizare
Centrul sitului Písčina u Byšiček este situat la coordonatele 50°11′12″N 14°47′03″E / 50.186667°N 14.784167°E.

## Înființare
Situl Písčina u Byšiček a fost declarat sit de importanță comunitară în noiembrie 2009 pentru a proteja un număr necunoscut de specii din flora spontană și fauna sălbatică aflate în arealul zonei. Situl a fost protejat și ca arie specială de conservare în martie 2017.

## Biodiversitate
Situată în ecoregiunea continentală, aria protejată conține 1 habitat natural: Vegetație psamofilă uscată cu pășuni deschise de Corynephorus și Agrostis.
La baza desemnării sitului se află un număr nedeclarat de specii protejate.